# サンタ・マリア (フリゲート)
サンタ・マリア（スペイン語：SPS Santa María, F-81）は、スペイン海軍のミサイルフリゲート。サンタ・マリア級フリゲートの1番艦。艦名はサンタ・マリア号に由来する。

## 艦歴
「サンタ・マリア」は、バサンフェロル造船所で1982年5月22日に起工し、1984年11月11日に進水、1986年10月12日に就役した。サンタ・マリア級フリゲートはオリバー・ハザード・ペリー級の後期型と同じ船体長を持ち、船幅はペリー級よりも広いため、重量のある上部構造を搭載することができる。また、フィン・スタビライザーを装備している。
欧州連合主導によるソマリア沖の海賊対策であるアタランタ作戦にも参加している。